# CS Rizzoli
CS Rizzoli – włoski klub piłkarski, mający swoją siedzibę w mieście Mediolan, na północy kraju.

## Historia
Chronologia nazw:
- 1948: CS Rizzoli
- 1964: klub rozwiązano

Piłkarski klub CS Rizzoli został założony w Mediolanie w 1948 roku. Najpierw zespół występował w Prima Categoria Lombarda. W 1960 zdobył awans do Serie D. Po dwóch latach w 1962 awansował do Serie C stając się w rzeczywistości trzecim zespołem w Mediolanie po AC Milan i Interze. W pierwszym sezonie w Serie C zajął siódme miejsce w grupie A, a w drugim był na dwunastej pozycji w grupie A. Jednak latem 1964 roku klub wycofał się z Serie C przekazując swoje miejsce dla jednego ze spadkowiczów Trapani Calcio, a następnie został rozwiązany.

## Sukcesy

### Trofea międzynarodowe
Nie uczestniczył w rozgrywkach europejskich (stan na 31-12-2016).

### Trofea krajowe
| \| \| Zdobyte trofea w rozgrywkach Włoch (stan na: 31-05-2017) \| |                                                          |      |          |
| Rozgrywki                                                         | Osiągnięcie                                              | Razy | Sezon(y) |
| · Mistrzostwo                                                     | I miejsce                                                | 0    |          |
| · Mistrzostwo                                                     | II miejsce                                               | 0    |          |
| · Mistrzostwo                                                     | III miejsce                                              | 0    |          |
| · Puchar                                                          | zdobywca                                                 | 0    |          |
| · Puchar                                                          | finalista                                                | 0    |          |
| II liga                                                           | I miejsce                                                | 0    |          |
| II liga                                                           | II miejsce                                               | 0    |          |
| II liga                                                           | III miejsce                                              | 0    |          |
| Włochy                                                            | Zdobyte trofea w rozgrywkach Włoch (stan na: 31-05-2017) |      |          |

- Serie C:
  - 7.miejsce (1x): 1962/63 (grupa A)
- Serie D:
  - mistrz (1x): 1961/62 (grupa B)

## Stadion
Klub rozgrywał swoje mecze domowe na boisku piłkarskim w Mediolanie.